# Schloss Luynes

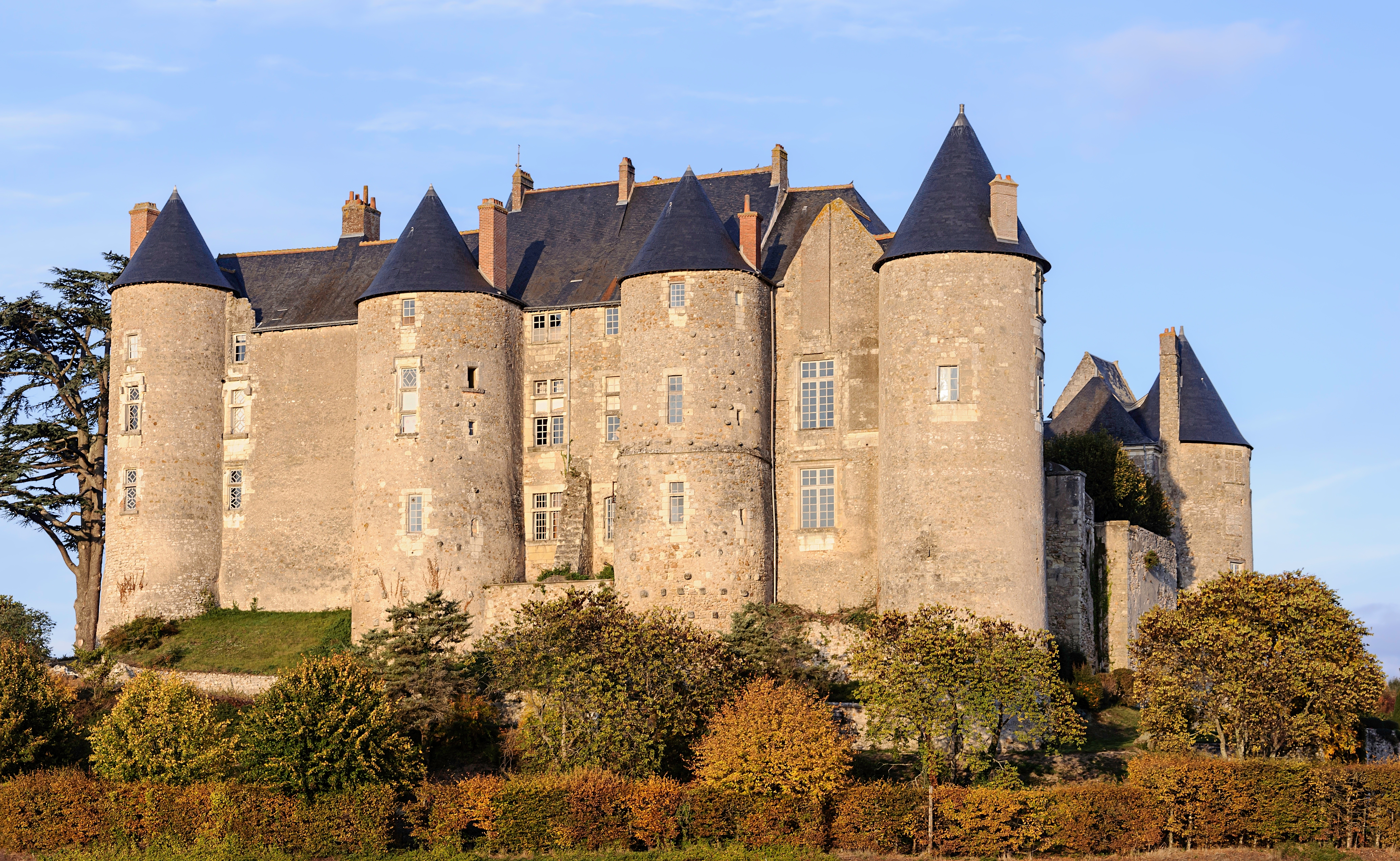
Schloss Luynes

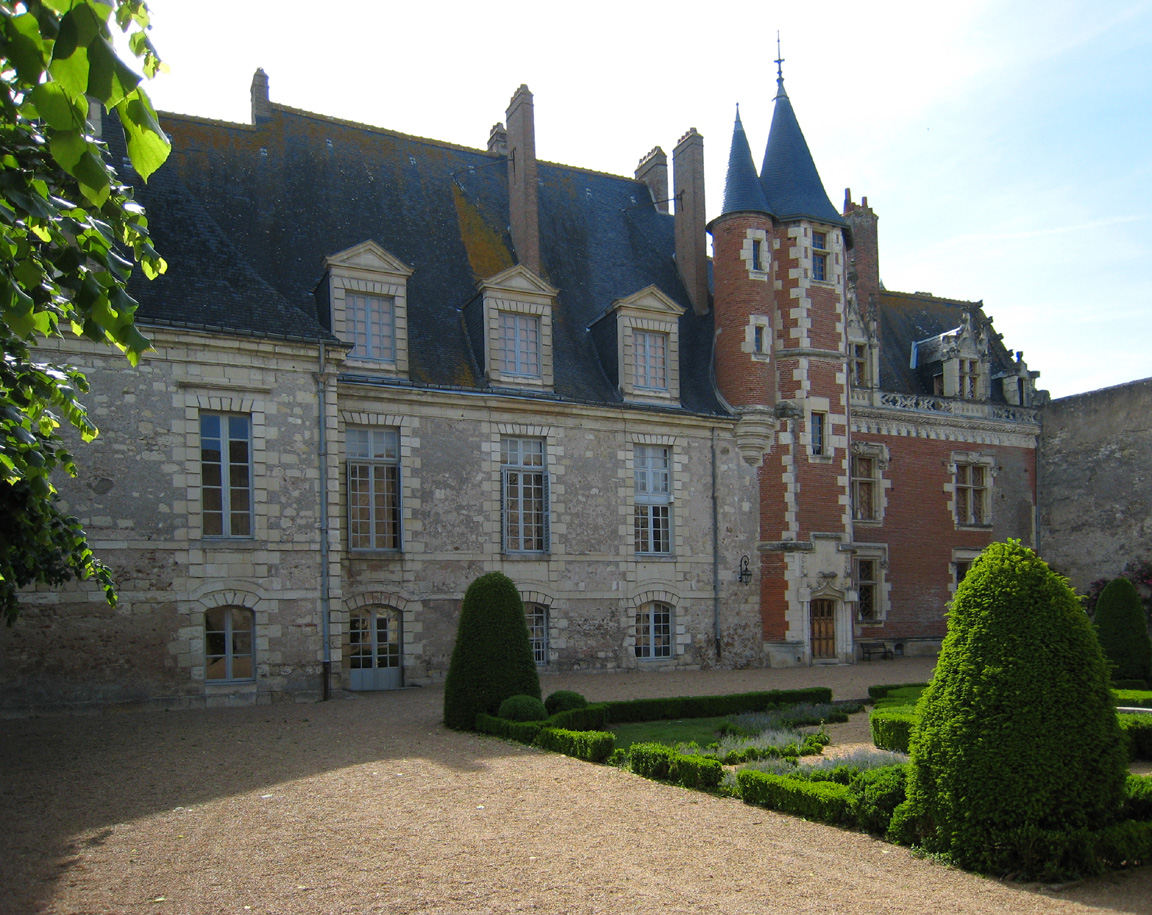
Schloss Lynes, Wohntrakt

Das Schloss Luynes liegt in Luynes in einem Seitental nördlich der Loire im Département Indre-et-Loire in der Region Centre-Val de Loire in Frankreich. Das Schloss war einst der Sitz der Baronie und späteren Grafschaft Maillé, weswegen die Anlage noch bis in das 17. Jahrhundert Schloss Maillé genannt wurde. 
Im 11. Jahrhundert errichtet und 1096 vom Grafen von Anjou zerstört, wurde sie Anfang des 12. Jahrhunderts vom Herrn von Maillé neu errichtet. Im Hundertjährigen Krieg spielte die damalige Burg Maillé eine wichtige Rolle. 
Ab 1619 war Charles d’Albert, der Herr von Luynes in der Provence, heute Stadtteil von Aix, und Günstling Ludwigs VIII., der Besitzer. Er erreichte beim König eine Umwandlung in ein Pairstum mit dem Namen Herzogtum Luynes.
Hoch über dem Ort bietet das nach wie vor im Privatbesitz befindliche – und inzwischen für Besucher geöffnete – Schloss einen imposanten Anblick. Die Grundform der Feste stammt wahrscheinlich aus der Zeit des Neubaus im 12. Jahrhundert. Die Mauern bilden einen viereckigen Ring, der an drei Seiten mit mächtigen Rundtürmen gesichert ist. Zum Teil fehlen sie auch oder besitzen kein Dach. Die Westseite mit ihren vier Rundtürmen vervollständigt das beeindruckende Bild mittelalterlicher Festungsbaukunst.
In der Zeit Ludwigs XI. ließ Hardouin de Maillé große Fenster in Türme und Ringmauern brechen sowie innen an der Westmauer ein elegantes Wohngebäude errichten, das starke Ähnlichkeit mit dem des Schlosses Plessis-lès-Tours aufweist. Das Gebäude bot das typische Bild eines kleinen Schlosses: Ziegel und Bruchstein, ein Turm mit Wendeltreppe, große Fensterkreuze und hohe Lukarnen. Der Wohntrakt wurde Ende des 19. Jahrhunderts jedoch stark verändert.
Im 17. Jahrhundert wurde in einem zweiten Bauabschnitt die offene Südseite mit einem weiteren Logis verschlossen. Von diesem Gebäudeteil im Stil des klassizistischen Barocks sind jedoch nur noch die zum Hof hin ausgerichteten Nebenflügel vorhanden. In dieser Zeit wurde auch der Donjon, wichtiger Bestandteil des ursprünglichen Bauwerkes, abgerissen.